# Копаткевичский район
Копаткевичский район (бел. Капаткевіцкі раён) — административно-территориальная единица в составе Белорусской ССР, существовавшая в 1924—1931 и 1935—1962 годах. Центр — местечко (с 1938 — городской посёлок) Копаткевичи.

## История
Копаткевичский район был образован в 1924 году в составе Мозырского округа. По данным 1926 года имел площадь 1266 км², население — 26,3 тыс. чел. В 1930 году, когда была упразднена окружная система, Копаткевичский район перешёл в прямое подчинение БССР. В июле 1931 года район был упразднён.
В феврале 1935 года район был восстановлен в прямом подчинении БССР, а в июне того же года вошёл в состав вновь образованного Мозырского округа. В январе 1938 года с введением областного деления включён в состав Полесской области.
По данным на 1 января 1947 года район имел площадь 1,0 тыс. км². В его состав входили городской посёлок Копаткевичи и 12 сельсоветов: Беседковский, Бобриковский, Комаровичский (центр — д. Заполье), Копаткевичский (центр — д. Большое Село), Кошевичский, Колковский, Лучицкий, Новоголовчицкий, Новосёлковский, Птичский, Теребовский, Челющевичский.
В результате упразднения Полесской области в январе 1954 года район передан в Гомельскую область.
20 января 1960 года в состав Копаткевичского района из упразднённого Домановичского района передан Савичский сельсовет.
В декабре 1962 года район был упразднён, а его территория передана в Петриковский район.

## Население
В 1939 году в районе проживало 38 587 человек: 34 988 белорусов, 1482 еврея, 1183 русских, 454 украинца, 390 поляка, 90 представителей других национальностей.